# 比爾耶爾伯爵
比爾耶爾伯爵（瑞典語：Birger Jarl，約1210年—1266年10月21日），瑞典執政伯爵，1248年至1266年在位。

## 家庭
在1230年代，比爾耶爾和瑞典國王埃里克十一世的姐姐英格堡結婚，兩人共有4子4女：
1. 里基莎（英语：Rikissa Birgersdotter），挪威王后
2. 瓦爾德馬，瑞典國王
3. 克里斯蒂娜
4. 馬格努斯，瑞典國王
5. 卡塔里娜（英语：Catherine Birgersdotter of Bjelbo），安哈特-采爾布斯特親王妃
6. 埃里克（英语：Eric Birgersson）
7. 英格堡（英语：Ingeborg Birgersdotter of Bjelbo），薩克森公爵夫人
8. 本尼迪克特，芬蘭公爵